# Berzasca
Berzasca (en hongrois : Berszászka) est une commune roumaine située dans le județ de Caraș-Severin.